# Platydoras hancockii
Platydoras hancockii es una especie de pez de la familia Doradidae en el orden de los Siluriformes.

## Morfología
• Los machos pueden llegar alcanzar los 15 cm de longitud total.

## Hábitat
Es un pez de agua dulce  y de clima tropical 23 °C-28 °C).

## Distribución geográfica
Se encuentran en Sudamérica: desde Guayana y el este de Brasil hasta el Perú y Bolivia.